# Zealochus gauldi
Zealochus gauldi là một loài tò vò trong họ Ichneumonidae.